# Lasiridia
Lasiridia là một chi bướm đêm thuộc họ Noctuidae.